# Philippine Vande Putte
Philippine Vande Putte (Sint-Kruis, 21 februari 1903 - Zandhoven, 17 januari 1963) was een Belgisch bestuurster.

## Levensloop
Vande Putte groeide op in een West-Vlaams middenklasse gezin en was de zus van Jeanne Vande Putte.
Samen met Maria Baers, Stella Walrave, Regina Cattrysse, Nathalie Elsocht, Antonia Pauli en Eugenie De Gols stond Vande Putte aan de wieg van de Kristelijke Arbeiders Vrouwengilde (KAV).
In 1944 werd ze samen met Maria Nagels aangesteld als waarnemend algemeen secretaris van de Kristelijke Arbeiders Vrouwengilde (KAV) in opvolging van Helena De Coster. In 1959 werd ze algemeen secretaris, een functie die ze uitoefende tot 1959 toen ze werd opgevolgd in deze hoedanigheid door Regina Cattrysse.